# FMS España 2017
La FMS España 2017 fue la 1.ª edición de la Freestlye Master Series, liga organizada por Urban Roosters,dando inicio el 30 de abril de 2017 y terminando el 2 de marzo de 2018.
Chuty se coronaría campeón de la primera temporada, consiguiendo su primer anillo de campeón en la jornada 7.

## Formato de competición.
El reglamento de esta temporada de FMS se puede resumir en 10 puntos principales:
- Victoria: 3 puntos.
- Victoria tras réplica: 2 puntos.
- Derrota: 0 puntos.
- Derrota tras réplica: 1 punto.
- La diferencia de PTB, puntos acumulados por cada batalla, para la réplica era de 10 pts, sumando las 3 votaciones de los jueces.
- El primer puesto se corona como campeón de la FMS.
- El puesto 9° y 10° descienden directamente
- El puesto 8° disputa una batalla eliminatoria contra el 3° puesto del ranking de ascenso, si gana, se mantiene, si pierde, desciende.
- Los ascensos se rigen según el ranking de ascenso de Urban Roosters.
- Del ranking de ascenso, el 1° y 2° puesto ascienden directamente

### Formato de batalla
- Easy Mode: Palabras cada 10 segundos. (60 segundos por MC)
- Hard Mode: Palabras cada 5 segundos. (60 segundos por MC)
- Temáticas: Temáticas 4 patrones ida y vuelta.
- Personajes contrapuestos: Ejemplo Pepsi vs Coca Cola, cada MC deberá defender su personaje y atacar al del rival.
- Sangre: 60 segundos temática libre, 1 minuto de ataque y 1 minuto de respuesta por MC. (Se sumará un punto extra por respuesta en el minuto de respuesta de cada MC)
- Deluxe: 3 patrones a capela, luego 160 segundos libres 4x4

## Participantes
| Nombre  | Comunidad            | Participación |
| ------- | -------------------- | ------------- |
| Arkano  | Comunidad Valenciana | Debut         |
| Blon    | Cataluña             | Debut         |
| BTA     | Andalucía            | Debut         |
| Chuty   | Madrid               | Debut         |
| Errecé  | Comunidad Valenciana | Debut         |
| Hander  | Comunidad Valenciana | Debut         |
| Invert  | País Vasco           | Debut         |
| Mr. Ego | Madrid               | Debut         |
| Skone   | Andalucía            | Debut         |
| Zasko   | Comunidad Valenciana | Debut         |

## Jueces, Host y DJ

### Jueces
- Fijos: Estrimo y KapoO13

- 3.° juez: En cada jornada era diferente según la ciudad de la jornada de FMS.

|  |

### Host
- Bekaesh

### DJ
- DJ Sunshine

## Clasificación
| Pos. | MC        | Puntos | G+3 | G+2 | D+1 | D+0 | PTB  |
| ---- | --------- | ------ | --- | --- | --- | --- | ---- |
| 1    | Chuty (C) | 26     | 8   | 1   | 0   | 0   | 3779 |
| 2    | Skone     | 17     | 5   | 1   | 0   | 3   | 3406 |
| 3    | Blon      | 14     | 4   | 1   | 0   | 4   | 3416 |
| 4    | BTA       | 14     | 4   | 0   | 2   | 3   | 3386 |
| 5    | Errecé    | 13     | 3   | 1   | 2   | 3   | 3507 |
| 6    | Zasko     | 12     | 4   | 0   | 0   | 5   | 3318 |
| 7    | Arkano    | 12     | 3   | 1   | 1   | 4   | 3311 |
| 8    | Hander    | 10     | 2   | 1   | 2   | 4   | 3235 |
| 9    | Invert    | 9      | 2   | 1   | 1   | 5   | 3079 |
| 10   | Mr. Ego   | 8      | 2   | 1   | 0   | 6   | 3235 |

|               |
|               |
| Campeón Chuty |
| 1.er título   |

## Evolución de la clasificación
| Participantes | 1  | 2  | 3  | 4  | 5  | 6  | 7  | 8  | 9  |
| ------------- | -- | -- | -- | -- | -- | -- | -- | -- | -- |
| Chuty (C)     | 4  | 2  | 1  | 1  | 1  | 1  | 1  | 1  | 1  |
| Skone         | 1  | 4  | 5  | 2  | 2  | 4  | 5  | 2  | 2  |
| Blon          | 2  | 6  | 2  | 3  | 5  | 3  | 4  | 6  | 3  |
| BTA           | 8  | 10 | 8  | 7  | 8  | 7  | 6  | 7  | 4  |
| Errecé        | 6  | 7  | 4  | 4  | 3  | 5  | 2  | 3  | 5  |
| Zasko         | 3  | 1  | 3  | 5  | 4  | 2  | 3  | 4  | 6  |
| Arkano        | 9  | 5  | 7  | 8  | 6  | 6  | 7  | 5  | 7  |
| Hander        | 5  | 9  | 9  | 9  | 9  | 9  | 8  | 8  | 8  |
| Invert        | 7  | 3  | 6  | 6  | 7  | 8  | 9  | 9  | 9  |
| Mr. Ego       | 10 | 8  | 10 | 10 | 10 | 10 | 10 | 10 | 10 |

## Resultados
Leyendas     Victoria directa     Victoria con réplica     Derrota con réplica     Derrota directa     MVP
| Jornada 1 Barcelona 1 de mayo de 2017 | Jornada 1 Barcelona 1 de mayo de 2017 | Jornada 1 Barcelona 1 de mayo de 2017 | Jornada 1 Barcelona 1 de mayo de 2017 |
| 3.° juez: Spef                        | 3.° juez: Spef                        | 3.° juez: Spef                        | 3.° juez: Spef                        |
| Inicia                                | Resultado                             | Termina                               | PTB                                   |
| ------------------------------------- | ------------------------------------- | ------------------------------------- | ------------------------------------- |
| Blon                                  | 3-0                                   | Mr. Ego                               | 216.5-195.5                           |
| Zasko                                 | 3-0                                   | Arkano                                | 216-206.5                             |
| Skone                                 | 3-0                                   | BTA                                   | 235.5-214.5                           |
| Chuty                                 | 2-1                                   | Errecé                                | 235-234                               |
| Invert                                | 1-2                                   | Hander                                | 183-178.5                             |
| Skone                                 |                                       |                                       |                                       |

| Jornada 2 Alicante 3 de junio de 2017 | Jornada 2 Alicante 3 de junio de 2017 | Jornada 2 Alicante 3 de junio de 2017 | Jornada 2 Alicante 3 de junio de 2017 |
| 3.° juez                              | 3.° juez                              | Compare Flow                          | Compare Flow                          |
| Inicia                                | Resultado                             | Termina                               | PTB                                   |
| ------------------------------------- | ------------------------------------- | ------------------------------------- | ------------------------------------- |
| BTA                                   | 0-3                                   | Chuty                                 | 387-420                               |
| Errecé                                | 1-2                                   | Mr. Ego                               | 400-391                               |
| Skone                                 | 0-3                                   | Arkano                                | 408-430                               |
| Zasko                                 | 3-0                                   | Hander                                | 407-381                               |
| Blon                                  | 0-3                                   | Invert                                | 368-403                               |
| Arkano                                |                                       |                                       |                                       |

| Jornada 3 Málaga 24 de junio de 2017 | Jornada 3 Málaga 24 de junio de 2017 | Jornada 3 Málaga 24 de junio de 2017 | Jornada 3 Málaga 24 de junio de 2017 |
| 3.° juez                             | 3.° juez                             | FJ                                   | FJ                                   |
| Inicia                               | Resultado                            | Termina                              | PTB                                  |
| ------------------------------------ | ------------------------------------ | ------------------------------------ | ------------------------------------ |
| Arkano                               | 0-3                                  | Chuty                                | 317-375                              |
| BTA                                  | 3-0                                  | Mr. Ego                              | 334-291                              |
| Zasko                                | 0-3                                  | Blon                                 | 287-355                              |
| Errecé                               | 3-0                                  | Invert                               | 382-295                              |
| Skone                                | 2-1                                  | Hander                               | 327-322                              |
| Errecé                               |                                      |                                      |                                      |

| Jornada 4 Granada 27 de octubre de 2017 | Jornada 4 Granada 27 de octubre de 2017 | Jornada 4 Granada 27 de octubre de 2017 | Jornada 4 Granada 27 de octubre de 2017 |
| 3.° juez                                | 3.° juez                                | Donall                                  | Donall                                  |
| Inicia                                  | Resultado                               | Termina                                 | PTB                                     |
| --------------------------------------- | --------------------------------------- | --------------------------------------- | --------------------------------------- |
| Skone                                   | 3-0                                     | Mr. Ego                                 | 441-377                                 |
| Arkano                                  | 1-2                                     | Invert                                  | 367-366                                 |
| Errecé                                  | 2-1                                     | Hander                                  | 402-403                                 |
| Zasko                                   | 0-3                                     | Chuty                                   | 381-462                                 |
| BTA                                     | 1-2                                     | Blon                                    | 422-428                                 |
| Chuty                                   |                                         |                                         |                                         |

| Jornada 5 Bilbao 18 de noviembre de 2017 | Jornada 5 Bilbao 18 de noviembre de 2017 | Jornada 5 Bilbao 18 de noviembre de 2017 | Jornada 5 Bilbao 18 de noviembre de 2017 |
| 3.° juez                                 | 3.° juez                                 | Shintoma                                 | Shintoma                                 |
| Inicia                                   | Resultado                                | Termina                                  | PTB                                      |
| ---------------------------------------- | ---------------------------------------- | ---------------------------------------- | ---------------------------------------- |
| Hander                                   | 0-3                                      | Arkano                                   | 389-400                                  |
| Skone                                    | 3-0                                      | Invert                                   | 397-366                                  |
| Chuty                                    | 3-0                                      | Mr. Ego                                  | 446-401                                  |
| Blon                                     | 0-3                                      | Errecé                                   | 388-401                                  |
| Zasko                                    | 3-0                                      | BTA                                      | 401-388                                  |
| Chuty                                    |                                          |                                          |                                          |

| Jornada 6 Mallorca 24 de noviembre de 2017 | Jornada 6 Mallorca 24 de noviembre de 2017 | Jornada 6 Mallorca 24 de noviembre de 2017 | Jornada 6 Mallorca 24 de noviembre de 2017 |
| 3.° juez                                   | 3.° juez                                   | Barón                                      | Barón                                      |
| Inicia                                     | Resultado                                  | Termina                                    | PTB                                        |
| ------------------------------------------ | ------------------------------------------ | ------------------------------------------ | ------------------------------------------ |
| Zasko                                      | 3-0                                        | Mr. Ego                                    | 385-366                                    |
| Errecé                                     | 0-3                                        | Arkano                                     | 347-362                                    |
| Invert                                     | 0-3                                        | Chuty                                      | 323-413                                    |
| BTA                                        | 3-0                                        | Hander                                     | 395-353                                    |
| Skone                                      | 0-3                                        | Blon                                       | 250-382                                    |
| Chuty                                      |                                            |                                            |                                            |

| Jornada 7 Valencia 9 de diciembre de 2017 | Jornada 7 Valencia 9 de diciembre de 2017 | Jornada 7 Valencia 9 de diciembre de 2017 | Jornada 7 Valencia 9 de diciembre de 2017 |
| 3.° juez                                  | 3.° juez                                  | Soen                                      | Soen                                      |
| Inicia                                    | Resultado                                 | Termina                                   | PTB                                       |
| ----------------------------------------- | ----------------------------------------- | ----------------------------------------- | ----------------------------------------- |
| Zasko                                     | 0-3                                       | Errecé                                    | 387-419                                   |
| BTA                                       | 3-0                                       | Invert                                    | 362-314                                   |
| Hander                                    | 3-0                                       | Blon                                      | 389-367                                   |
| Arkano                                    | 0-3                                       | Mr. Ego                                   | 349-381                                   |
| Chuty                                     | 3-0                                       | Skone                                     | 428-357                                   |
| Chuty                                     |                                           |                                           |                                           |

| Jornada 8 Madrid 29 de diciembre de 2017 | Jornada 8 Madrid 29 de diciembre de 2017 | Jornada 8 Madrid 29 de diciembre de 2017 | Jornada 8 Madrid 29 de diciembre de 2017 |
| 3.° juez                                 | 3.° juez                                 | Verse                                    | Verse                                    |
| Inicia                                   | Resultado                                | Termina                                  | PTB                                      |
| ---------------------------------------- | ---------------------------------------- | ---------------------------------------- | ---------------------------------------- |
| Blon                                     | 0-3                                      | Chuty                                    | 333-365                                  |
| Hander                                   | 3-0                                      | Mr. Ego                                  | 327-257                                  |
| Invert                                   | 3-0                                      | Zasko                                    | 329-311                                  |
| Errecé                                   | 0-3                                      | Skone                                    | 335-399                                  |
| Arkano                                   | 2-1                                      | BTA                                      | 327-331                                  |
| Skone                                    |                                          |                                          |                                          |

| Jornada 9 Murcia 3 de marzo de 2018 | Jornada 9 Murcia 3 de marzo de 2018 | Jornada 9 Murcia 3 de marzo de 2018 | Jornada 9 Murcia 3 de marzo de 2018 |
| 3.° juez                            | 3.° juez                            | Soge Culebra                        | Soge Culebra                        |
| Inicia                              | Resultado                           | Termina                             | PTB                                 |
| ----------------------------------- | ----------------------------------- | ----------------------------------- | ----------------------------------- |
| Arkano                              | 0-3                                 | Blon                                | 347-362                             |
| BTA                                 | 3-0                                 | Errecé                              | 345-333                             |
| Chuty                               | 3-0                                 | Hander                              | 400-309                             |
| Skone                               | 3-0                                 | Zasko                               | 361-329                             |
| Mr. Ego                             | 3-0                                 | Invert                              | 380-361                             |
| Chuty                               |                                     |                                     |                                     |

| 1. 2. 3. 4. 5. 6. 7. |

## Play-off de ascenso
| Play-off de ascenso Murcia 3 de marzo de 2018 | Play-off de ascenso Murcia 3 de marzo de 2018 | Play-off de ascenso Murcia 3 de marzo de 2018 | Play-off de ascenso Murcia 3 de marzo de 2018 |
| Inicia                                        | Resultado                                     | Termina                                       | PTB                                           |
| --------------------------------------------- | --------------------------------------------- | --------------------------------------------- | --------------------------------------------- |
| Coletiyas                                     | 0-3                                           | Hander                                        | 299-326                                       |

| 1. |

## Récords y estadísticas
- Primera batalla en la historia de FMS: Blon vs Mr. Ego - Jornada 1 Barcelona.
- Batalla más vista: Arkano vs Blon 2.6 Millones - Jornada 9 Murcia.[nota 1]
- Batalla menos vista: Hander vs Mr. Ego 158k - Jornada 8 Madrid.[nota 2]
- Mayor diferencia de PTB en una batalla: Chuty a Hander con 91 PTBs de diferencia - Jornada 9 Murcia.[nota 3]
- Menor diferencia de PTB en una batalla: Chuty vs Errecé Jornada 1, Arkano vs Invert Jornada 4 y Errecé vs Hander Jornada 4 con 1 PTB de diferencia.
- MC con más victorias: Chuty (9).
- MC con más victorias directas: Chuty (8).
- MC con más victorias en réplica: Chuty, Skone, Blon, Errecé, Arkano, Hander, Invert y Mr. Ego (1).
- MC con más derrotas: Hander, Invert y Mr. Ego (6).
- MC con más derrotas directas: Mr. Ego (6).
- MC con más derrotas en réplica: BTA, Errecé y Hander (2).

| 1. 2. 3. |

## Exhibiciones
Esta temporada de FMS, solo contó con 1 batalla de exhibición. Estas batallas no forman parte de la liga regular y se organizan como espectáculo en la jornada. Por lo general cubren una baja de algún participante o agrandan la cartelera.
La única batalla de exhibición en la temporada fue Force vs Walls en la Jornada 5. La batalla cubrió la ausencia del BTA vs Zasko, que se repondría más adelante.
| Exhibiciones FMS España 2017              | Exhibiciones FMS España 2017 | Exhibiciones FMS España 2017 | Exhibiciones FMS España 2017 | Exhibiciones FMS España 2017 |
| Jornada y Fecha                           | Inicia                       | Resultado                    | Termina                      | PTB                          |
| ----------------------------------------- | ---------------------------- | ---------------------------- | ---------------------------- | ---------------------------- |
| Jornada 5 Bilbao 18 de noviembre de 2017. | Force                        | 0-3                          | Walls                        | 324.5-420                    |

## Premios de temporada
| Premios Temporada     | Premios Temporada  | Premios Temporada   | Premios Temporada |
| Ronda                 | 1ero               | 2do                 | 3ero              |
| --------------------- | ------------------ | ------------------- | ----------------- |
| Easy Mode y Hard Mode | Errecé - 94.99 pts | BTA - 92.6 pts      | Zasko - 90.43 pts |
| Temáticas             | Chuty - 135.83 pts | Arkano - 127.05 pts | Skone - 126 pts   |
| Minutos a Sangre      | Blon - 199.2 pts   | Chuty - 196.8 pts   | Skone - 192.2 pts |
| A Capela              | Blon - 81.9 pts    | Chuty - 80.25 pts   | Skone - 79.3 pts  |